# 自旋阻塞
自旋阻塞（英语：spin blockade）是双量子点电路中特有的输运现象。于2002年被东京大学的樽茶清悟研究组发现。

## 原理
原理如图示。
靠近漏的量子点2上有一个电子（黄色箭头）。这时如果量子点1从源处获得一个自旋相反的电子（红色箭头），则电路导通。如果是自旋相同（蓝色箭头），这个电子将无法进入量子点2（泡利不相容原理），亦无法返回源，自旋阻塞发生。